# Paris Open 1974
Il Paris Open 1974 è stato un torneo di tennis che si è giocato sul cemento indoor. È stata la 6ª edizione del Paris Open, che fa parte del Commercial Union Assurance Grand Prix 1974. Il torneo si è giocato nello Stade de Coubertin di Parigi, dal 28 ottobre al 3 novembre 1974.

## Campioni

### Singolare
Brian Gottfried ha battuto in finale  Eddie Dibbs con il punteggio di 6–3, 5–7, 8–6, 6–0

### Doppio
Patrice Dominguez /  François Jauffret hanno battuto in finale  Brian Gottfried /  Raúl Ramírez con il punteggio di 7–5, 6–4